# Iva
Iva (seltener auch Iwa) ist ein weiblicher Vorname und Familienname.

## Herkunft und Bedeutung
Der Name Iva kann verschiedene Herleitungen haben:
- slawische Herkunft: „Weide“[1]
- tschechische, slowakische und slowenische Kurzform von Ivana: „der Herr ist gnädig“[2]
- weibliche Variante von Ivo: „Eibe“[3][4]
- weibliche Variante von Ivar: „Eibe(nbogen) + Kämper/Armee“, „Yngvi + Kämpfer/Armee“, „Pferd + Kämpfer/Armee“ oder „Pferd + Speer“[5]

## Namensträgerinnen

### Vorname
- Iva Bittová (* 1958), tschechische Sängerin, Schauspielerin und Violinistin
- Iva Budařová (* 1960), tschechoslowakische Tennisspielerin
- Iva Frühlingová (* 1982), tschechische Sängerin und ehemaliges Fotomodell
- Iva Hercíková (1935–2007), tschechische Schriftstellerin und Dramaturgin
- Iva Ikuko Toguri D’Aquino (1916–2006), japanischstämmige Amerikanerin, Musikmoderatorin
- Iva Janžurová (* 1941), tschechische Schauspielerin
- Iva Landeka (* 1989), kroatische Frauenfußballspielerin
- Iva Majoli (* 1977), kroatische Tennisspielerin
- Iva Mihanovic (* 1978), deutsche Opern-, Operetten- und Konzertsängerin
- Iva Obradović (* 1984), serbische Sportlerin (Rudern)
- Iva Procházková (* 1953), tschechisch-deutsche Schriftstellerin
- Iwa Widenowa-Kuljašević (* 1987), bulgarische Schachspielerin
- Iva Zajíčková (* 1948), tschechoslowakische Bahnradsportlerin, tschechische Kommunalpolitikerin
- Iva Zabkar (* im 20. Jahrhundert), österreichische Komponistin und Sound Designerin
- Iva Zanicchi (* 1940), italienische Sängerin

### Familienname
- Kaia Iva (1964–2023), estnische Politikerin